# L. Tenryu Tenbreul
Ludger Tenryu Tenbreul (* 1956) ist ein langjähriger Schüler von Taisen Deshimaru, dem Begründer des Sōtō-Zen in Europa. Er ist Zen-Meister in der Linie von Kodo Sawaki.
Nach dessen Tod wurde er Schüler von Narita Shuyu, von dem er 1986 Shiho erhielt, die Übermittlung des Dharma in der Linie von Kodo Sawaki. Tenryu Tenbreul ist Präsident der 1984 gegründeten Zen-Vereinigung Deutschland e.V. mit Sitz in Berlin.
Meister Tenryu ist Dendokyoshi, ein von der Sōtō-Zen Schule anerkannter Lehrer. Er lehrt im Tempel Mokushozan Jakkoji in Schönböken und im Shogozan Zenkoji in Berlin.
Muhō Nölke, ein deutscher Zenmeister, Autor und Übersetzer, praktizierte von 1987 bis 1990 Zen bei Ludger Tenryu Tenbreul. Von der Sōtō-shu als Dendokyoshi bestätigte Schüler von Meister Tenryu sind M. Shudo André (Leiter des Zen-Dôjô Ryu-Mon in Hamburg), T. Kairyu Quitschau und A. Seihō Woller (Leiter des Zen-Dojo Mokusho-Do in Münster).
2011 erschien das Buch Mond mitten im Herbst. Es ist eine Sammlung von Ausdrücken, Vorträgen und Teishos (= mündliche Unterweisung) von Ludger Tenryu Tenbreul.